# Roman Abt
Carl Roman Abt (Bünzen, Suiza, 16 de julio de 1850 - Lucerna, Suiza, 1 de mayo de 1933) fue un ingeniero industrial, inventor y empresario suizo.
Carl Abt era hijo de un fabricante de trenzado de paja y asistió a la escuela primaria en Muri y al instituto de segunda enseñanza en Frauenfeld. Durante su juventud se había ocupado de construir y mejorar las máquinas de trenzar, por lo que estudió construcción de máquinas en la Escuela Politécnica Federal (ETH) de 1869 a 1872. Después trabajó como constructor en los talleres centrales del Ferrocarril Central Suizo en Olten, y seguidamente hasta 1879 en la fábrica de la Sociedad internacional de ferrocarriles de montaña en Aarau dirigida por Niklaus Riggenbach y Olivier Zschokke. Luego fue ingeniero de control en el departamento federal de ferrocarriles y en 1881 se estableció por su cuenta.
Abt hizo inventos revolucionarios, como el llamado sistema Abt para ferrocarriles de cremallera para la combinación de locomotoras de adhesión y cremallera, así como el desvío Abt sin piezas móviles para funiculares. Dirigió personalmente la construcción de 72 ferrocarriles de montaña en todos los continentes, entre ellos en Suiza los de Zermatt, Gornergrat, Furka-Oberalp, Monte Generoso, etc., y el del Monte Snowdon en el Reino Unido.

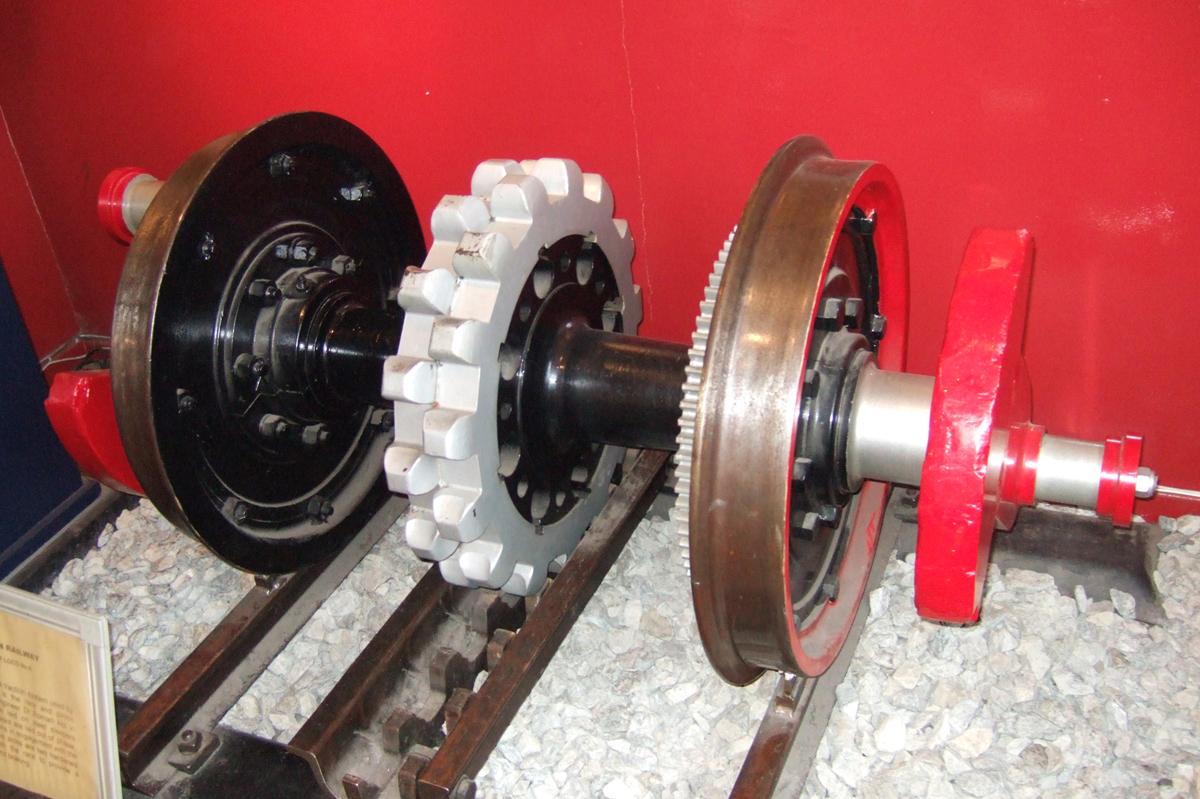
El sistema Abt aplicado al eje de una locomotora de cremallera del Snowdon Mountain Railway, 1923.

Abt recibió en vida muchos homenajes, como el de doctor honoris causa por la escuela técnica de Hanóver. Asimismo se distinguió como experto en arte y mecenas.